# 카놀라유

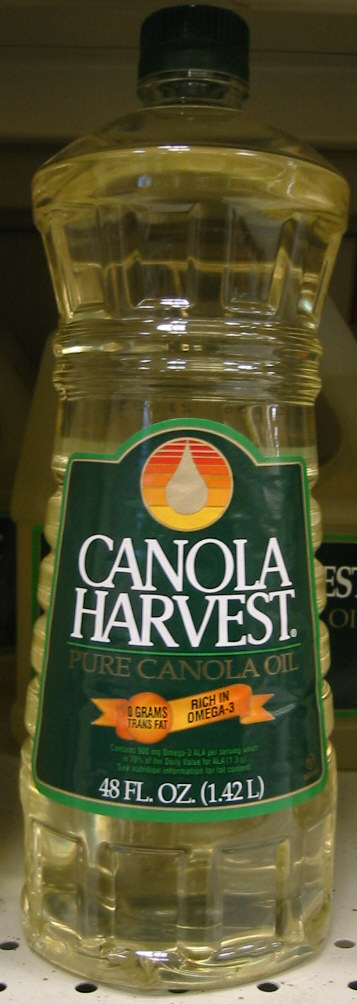
조리용 카놀라유

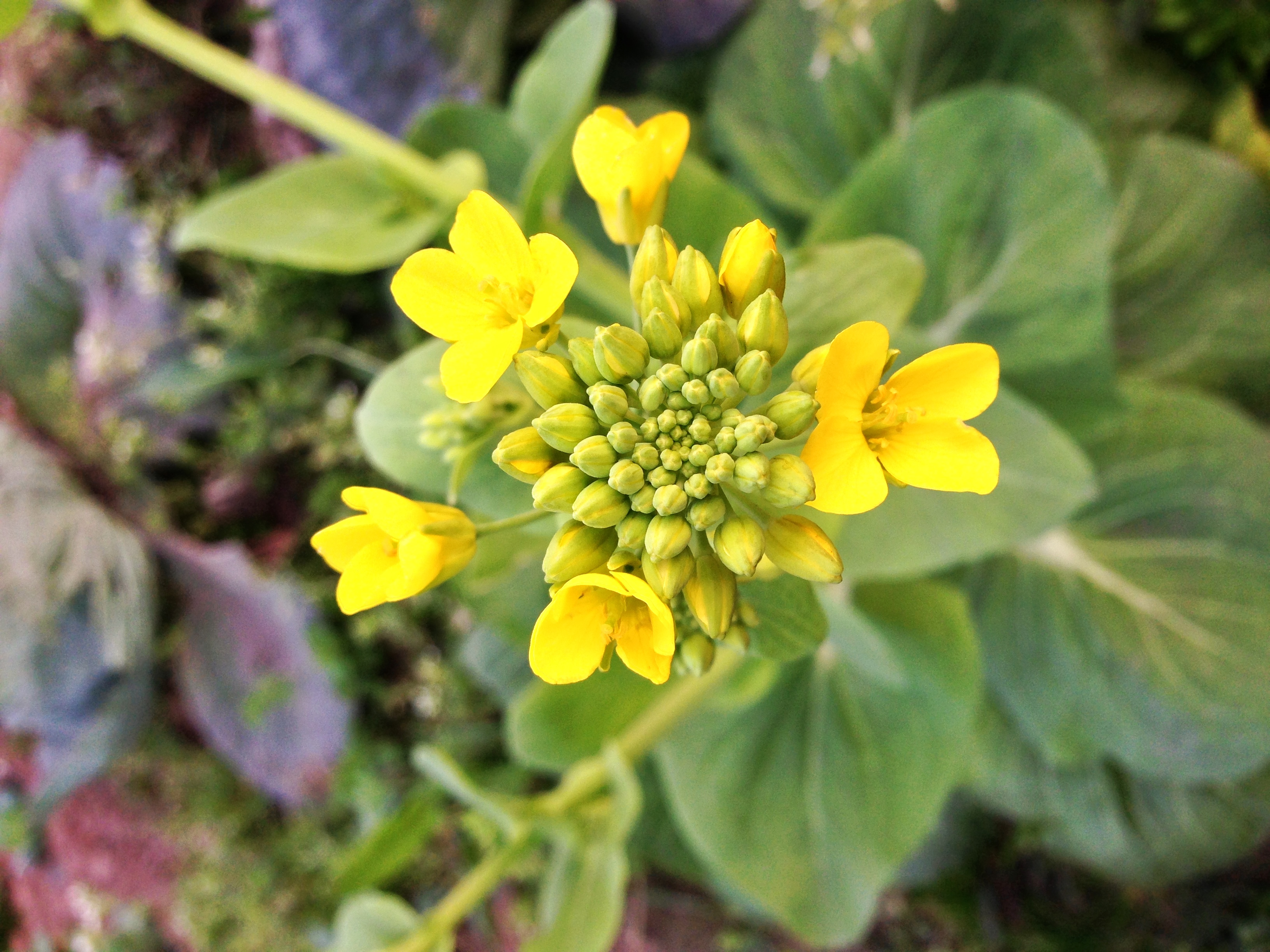
유채꽃

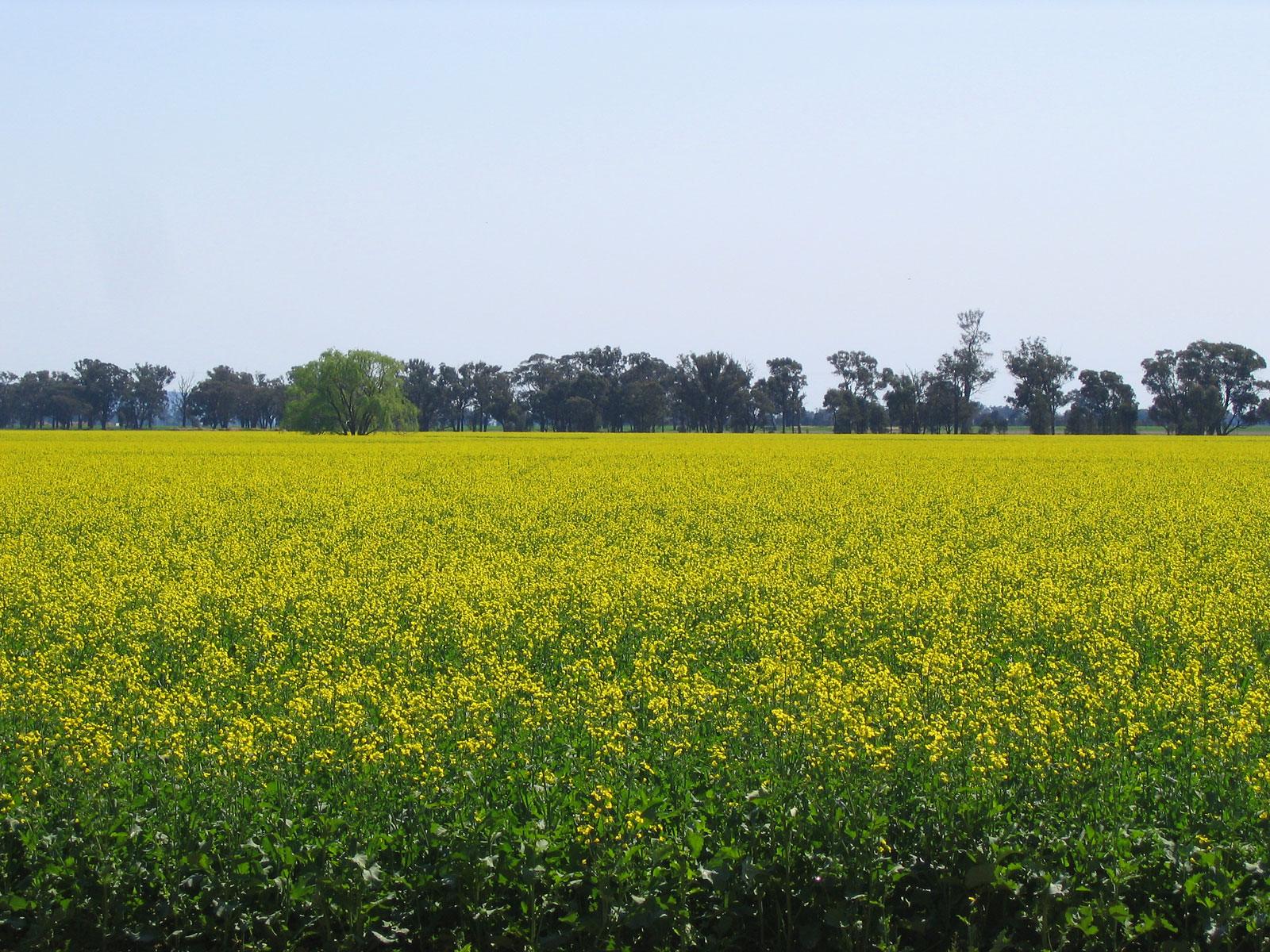
오스트레일리아 뉴사우스웨일스에 있는 유채꽃 농장

카놀라유(Canola Oil,-油) 또는 카놀라(Canola)는 겨자과에 속하는 개량된 유채씨에서 추출한 기름이고, 유채유 또 채종유라고 불린다. 유채로 부터 채취한 재래식 유채기름에는 건강에 유해한 지방산인 에루스산이 많아 식용이 금지되었으나 1978년, 캐나다에서 품종개량을 통하여 에루스산 함량이 적은 유채종을 개발했고 이 품종에서  짜낸 기름을 '카놀라유' 라고 한다.

## 개요

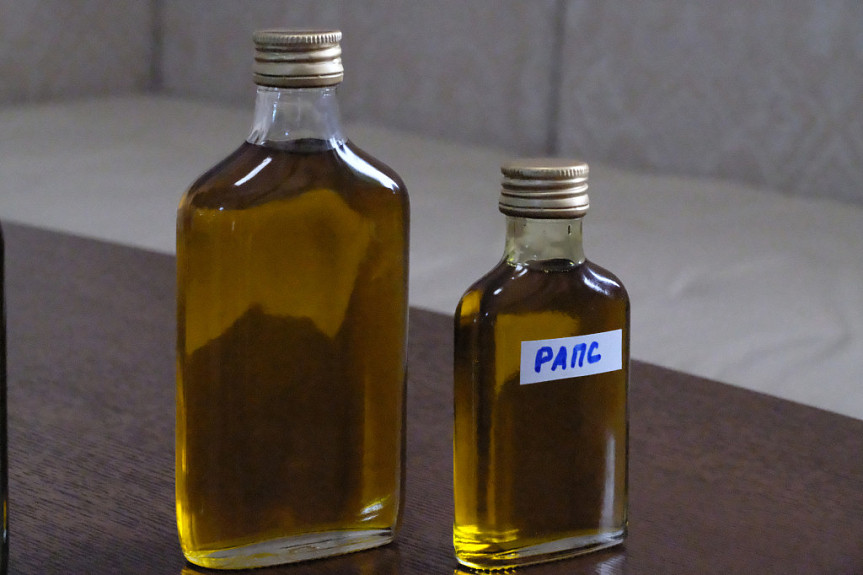
러시아 부랴트 공화국의 유채기름

유채기름, 유채씨유, 유채유, 랩시드 오일(Rapeseed oil), 평지씨 기름, 평지씨유는 가장 오래된 것으로 알려진 식물성 기름 중 하나이다. 배추과 식물에 속하는 여러 품종의 씨앗인 유채에서 생산되는 식용 및 산업용 형태가 모두 있다. 역사적으로 이는 실험실 연구에서 실험실 동물의 심근에 다량으로 손상을 입히고 쓴 맛을 주는 것으로 밝혀진 에루크산과 쓴 맛을 덜 느끼게 하는 글루코시놀레이트 함량으로 인해 식용유로 제한되었다. 동물 사료에 영양가가 있다. 표준 품종의 유채기름에는 최대 54%의 에루크산이 함유되어 있다.
카놀라유(Canola oil)는 낮은 에루크산 함량을 위해 특별히 사육된 유채 품종에서 추출한 식품 등급 버전이다. LEAR(low erucic acid rapeseed, 저 에루크산 유채씨유)라고도 알려진 이 오일은 일반적으로 미국 식품의약국(FDA)에 의해 안전한 것으로 인정되었다. 카놀라유는 정부 규정에 따라 미국과 EU에서 에루크산 함량을 중량 기준으로 최대 2%로 제한하고 있으며, 유아용 식품에 대한 특별 규정도 있다. 이러한 낮은 수준의 에루크산은 인간에게 해를 끼치지 않는다.
상거래에서는 비식품 품종을 일반적으로 콜자 오일이라고 한다.
유채는 캐나다, 프랑스, 벨기에, 아일랜드, 영국, 미국, 네덜란드, 독일, 덴마크, 폴란드 및 슬로베니아에서 광범위하게 재배된다. 특히 프랑스와 덴마크에서는 석유 추출이 중요한 산업이다.

## 어원
카놀라(Canola)는 "Can (Canadian, 캐나다산) o (oil, 기름) l (low, 적은) a (acid, 산성)"의 앞글자를 따온 것이다.

## 역사
유채는 4,000년 전 인도에서 사용된 기록이 있고, 2,000년 전 중국과 일본에서 사용된 기록이 있는 인류가 재배한 가장 오래된 식물 중 일부이다. 유채기름(채종유)을 북유럽에서 램프용 기름으로 사용된 것이 13세기까지 기록되어 있다.
재래의 채종유에 다량 함유된 에루스산은 심장과 콩팥의 지방 축적, 골격근과 심근의 장애, 생육부전 등의 유해성이 있어 식용에 부적합하다. 캐나다에서는 1956년에 식용이 금지되었는데 품종개량을 통해 에루스산의 함량을 획기적으로 감소시킨 신품종을 개발하여 “카놀라”라는 이름으로 1978년에 품종등록을 하였다. 이 카놀라에서 채유하여 에루스산의 함량이 5% 이하인 기름을 카놀라유라고 칭하게 되었는데 1996년에는 다시 카놀라유의 에루스산 함량이 1% 이하로 개정되었다.
재래식 채종유는 1960년대에 한국 정부차원에서 유지자원 증산정책으로 유채 재배가 활성화되면서 국내생산이 증가되었고 식용으로 많이 이용되었다. 그러나 현재는 국내의 유채 재배와 채종유 생산이 격감하여 캐나다 등지에서 수입되는 카놀라유가 시장에서 주종을 이루고 있다. 국내산 채종유는 에루스산이 많은 기름이므로 공업용에는 적합하나 식용에는 부적합하다.

## 사용 용도
볶음, 부침 등 요리를 할 때 주로 사용된다. 그 외에는 윤활제, 공업용 도료로도 쓰인다.

## 성분
| 지방산                                  | 종류                         | 함량      |
| --------------------------------------- | ---------------------------- | --------- |
| 올레산                                  | 오메가-9 지방산 불포화지방산 | 61%       |
| 리놀레산                                | 오메가-6 지방산 불포화지방산 | 21%       |
| 알파리놀레산                            | 오메가-3 지방산 불포화지방산 | 9%        |
| en:Palmitic acid (Hexadecanoic acid)    | 포화지방산                   | 4%        |
| 스테아르산                              | 포화지방산                   | 2%        |
| en:Erucic acid (cis-13-docosenoic acid) | 오메가-9 지방산 불포화지방산 | 0.1% 미만 |

## 위험성 논란
카놀라유가 GMO 식품이라 인체에 미치는 영향에 대한 논란이 있다.
시민단체나 환경단체에서는 "GMO 식품은 유전자를 인위적으로 변형시킨 식품이기에 인체에 악영향을 줄 가능성이 있다"고 주장하고 있다.
그러나 과학계에서는 "지금까지 GMO 식품이 인체에 직간접적으로 악영향을 준다고 증명된 사례는 단 한 건도 없다"며 위험성을 부정하고 있다.
동물 실험 결과, 영국 템플 대학교 의대 도메니코 프라티코 교수팀은 카놀라유가 치매를 악화시키는 것으로 나타났다고 발표했다. 또한 뉴런을 보호하는 역할의 신공세포를 감소시키는 것으로 알려졌다.

## 속성
| 유형                                              | 가공 처리 | 포화 지방산 | 단일불포화 지방산 | 단일불포화 지방산 | 고도불포화 지방산 | 고도불포화 지방산 | 고도불포화 지방산 | 고도불포화 지방산 | 발연점          |
| 유형                                              | 가공 처리 | 포화 지방산 | 전체              | 올레 산 (ω-9)     | 전체              | α-리놀렌 산 (ω-3) | 리놀레 산 (ω-6)   | ω-6:3 비율        | 발연점          |
| ------------------------------------------------- | --------- | ----------- | ----------------- | ----------------- | ----------------- | ----------------- | ----------------- | ----------------- | --------------- |
| 아몬드                                            |           |             |                   |                   |                   |                   |                   |                   |                 |
| 아보카도                                          |           | 11.6        | 70.6              | 52-66             | 13.5              | 1                 | 12.5              | 12.5:1            | 250 °C (482 °F) |
| 브라질너트                                        |           | 24.8        | 32.7              | 31.3              | 42.0              | 0.1               | 41.9              | 419:1             | 208 °C (406 °F) |
| 카놀라                                            |           | 7.4         | 63.3              | 61.8              | 28.1              | 9.1               | 18.6              | 2:1               | 238 °C (460 °F) |
| 캐슈나무                                          |           |             |                   |                   |                   |                   |                   |                   |                 |
| 치아씨                                            |           |             |                   |                   |                   |                   |                   |                   |                 |
| 카카오 버터 기름                                  |           |             |                   |                   |                   |                   |                   |                   |                 |
| 코코넛                                            |           | 82.5        | 6.3               | 6                 | 1.7               |                   |                   |                   | 175 °C (347 °F) |
| 옥수수                                            |           | 12.9        | 27.6              | 27.3              | 54.7              | 1                 | 58                | 58:1              | 232 °C (450 °F) |
| 면실                                              |           | 25.9        | 17.8              | 19                | 51.9              | 1                 | 54                | 54:1              | 216 °C (420 °F) |
| 아마씨                                            |           | 9.0         | 18.4              | 18                | 67.8              | 53                | 13                | 0.2:1             | 107 °C (225 °F) |
| 포도씨                                            |           | 10.5        | 14.3              | 14.3              | 74.7              | -                 | 74.7              | 매우 높음         | 216 °C (421 °F) |
| 삼씨                                              |           | 7.0         | 9.0               | 9.0               | 82.0              | 22.0              | 54.0              | 2.5:1             | 166 °C (330 °F) |
| 우라드콩                                          |           |             |                   |                   |                   |                   |                   |                   |                 |
| 겨자기름                                          |           |             |                   |                   |                   |                   |                   |                   |                 |
| 올리브                                            |           | 13.8        | 73.0              | 71.3              | 10.5              | 0.7               | 9.8               | 14:1              | 193 °C (380 °F) |
| 팜                                                |           | 49.3        | 37.0              | 40                | 9.3               | 0.2               | 9.1               | 45.5:1            | 235 °C (455 °F) |
| 땅콩                                              |           | 20.3        | 48.1              | 46.5              | 31.5              | 0                 | 31.4              | 매우 높음         | 232 °C (450 °F) |
| 피칸 기름                                         |           |             |                   |                   |                   |                   |                   |                   |                 |
| 들기름                                            |           |             |                   |                   |                   |                   |                   |                   |                 |
| 겨기름                                            |           |             |                   |                   |                   |                   |                   |                   |                 |
| 잇꽃                                              |           | 7.5         | 75.2              | 75.2              | 12.8              | 0                 | 12.8              | 매우 높음         | 212 °C (414 °F) |
| 참깨                                              | ?         | 14.2        | 39.7              | 39.3              | 41.7              | 0.3               | 41.3              | 138:1             |                 |
| 콩                                                | 부분 경화 | 14.9        | 43.0              | 42.5              | 37.6              | 2.6               | 34.9              | 13.4:1            |                 |
| 콩                                                |           | 15.6        | 22.8              | 22.6              | 57.7              | 7                 | 51                | 7.3:1             | 238 °C (460 °F) |
| 호두기름                                          |           |             |                   |                   |                   |                   |                   |                   |                 |
| 해바라기씨 (표준)                                 |           | 10.3        | 19.5              | 19.5              | 65.7              | 0                 | 65.7              | 매우 높음         | 227 °C (440 °F) |
| 해바라기씨 (< 60% linoleic)                       |           | 10.1        | 45.4              | 45.3              | 40.1              | 0.2               | 39.8              | 199:1             |                 |
| 해바라기씨 (> 70% oleic)                          |           | 9.9         | 83.7              | 82.6              | 3.8               | 0.2               | 3.6               | 18:1              | 232 °C (450 °F) |
| 면실                                              | 경화      | 93.6        | 1.5               |                   | 0.6               | 0.2               | 0.3               | 1.5:1             |                 |
| 팜                                                | 경화      | 88.2        | 5.7               |                   | 0                 |                   |                   |                   |                 |
| 영양 수치는 총 지방 무게 당 백분율(%)로 표현된다. |           |             |                   |                   |                   |                   |                   |                   |                 |

## 같이 보기
- 포도씨유
- 식용유
- 올리브유
- 옥수수기름
- 우장춘의 삼각형